# Самарский (посёлок, Тульская область)
Самарский — посёлок в Куркинском районе Тульской области России.
В рамках административно-территориального устройства является центром Самарской волости Куркинского района, в рамках организации местного самоуправления — административный центр Самарского сельского поселения.

## География
Расположен на юго-западной границе райцентра, посёлка городского типа Куркино, в 110 км к юго-востоку от областного центра, г. Тулы.

## Население
| 2002 | 2010 |
| ---- | ---- |
| 730  | ↗794 |